# UFC 199
UFC 199: Rockhold vs. Bisping 2（ユーエフシー・ワンナインティナイン：ロックホールド・バーサス・ビスピン・ツー）は、アメリカ合衆国の総合格闘技団体「UFC」の大会の一つ。2016年6月4日、カリフォルニア州イングルウッドのザ・フォーラムで開催された。

## 大会概要
本大会ではUFC世界ミドル級タイトルマッチとUFC世界バンタム級タイトルマッチが組まれた。
キャリア10戦全勝のエンリケ・ダ・シウバがUFCデビュー。

## 試合結果

### アーリープレリム
第1試合 ライト級ワンマッチ 5分3R
○  ポロ・レイエス vs.  "マエストロ"・キム・ドンヒョン ×
3R 1:52 KO（右ストレート→パウンド）
第2試合 ミドル級ワンマッチ 5分3R
△  ケビン・ケーシー vs.  エルヴィス・ムタプシッチ △
3R終了 判定1-1（29-28、28-29、28-28）
第3試合 ライトヘビー級ワンマッチ 5分3R
○  エンリケ・ダ・シウバ vs.  ジョナサン・ウィルソン ×
2R 4:11 TKO（マウントパンチ）
第4試合 ウェルター級ワンマッチ 5分3R
○  ショーン・ストリックランド vs.  トム・ブリーズ ×
3R終了 判定2-1（29-28、28-29、29-28）

### プレリミナリーカード
第5試合 フェザー級ワンマッチ 5分3R
○  アレックス・カサレス vs.  コール・ミラー ×
3R終了 判定3-0（30-27、29-28、29-28）
第6試合 女子ストロー級ワンマッチ 5分3R
○  ジェシカ・アンドラージ vs.  ジェシカ・ペネ ×
2R 2:56 TKO（スタンドパンチ連打）
第7試合 ライト級ワンマッチ 5分3R
○  ベニール・ダリウシュ vs.  ジェームス・ヴィック ×
1R 4:16 KO（スタンドパンチ連打）
第8試合 フェザー級ワンマッチ 5分3R
○  ブライアン・オルテガ vs.  クレイ・グイダ ×
3R 4:40 KO（右膝蹴り）

### メインカード
第9試合 ライト級ワンマッチ 5分3R
○  ダスティン・ポイエー vs.  ボビー・グリーン ×
1R 2:53 KO（左フック→パウンド）
第10試合 ミドル級ワンマッチ 5分3R
○  ダン・ヘンダーソン vs.  ヘクター・ロンバード ×
2R 1:27 KO（右肘打ち）
第11試合 フェザー級ワンマッチ 5分3R
○  マックス・ホロウェイ vs.  リカルド・ラマス ×
3R終了 判定3-0（30-27、30-27、30-27）
第12試合 UFC世界バンタム級タイトルマッチ 5分5R
○  ドミニク・クルーズ vs.  ユライア・フェイバー ×
5R終了 判定3-0（50-44、50-45、49-46）
※クルーズが初防衛に成功。
第13試合 UFC世界ミドル級タイトルマッチ 5分5R
○  マイケル・ビスピン vs.  ルーク・ロックホールド ×
1R 3:36 KO（左フック→パウンド）
※ビスピンが王座獲得に成功。

### 各賞
ファイト・オブ・ザ・ナイト： ポロ・レイエス vs. "マエストロ"・キム・ドンヒョン
パフォーマンス・オブ・ザ・ナイト： マイケル・ビスピン、ダン・ヘンダーソン
各選手にはボーナスとして5万ドルが支給された。

### カード変更
負傷などによるカードの変更は以下の通り。
- BJ・ペン → アレックス・カサレス（第5試合）

- エヴァン・ダナム → ベニール・ダリウシュ（第7試合）

- クリス・ワイドマン → マイケル・ビスピン（第13試合）

- ジョン・マクデッシー vs. メディ・バグダッド → UFC Fight Night 90に移動

- BJ・ペン vs. デニス・シヴァー → シヴァーの負傷により中止

- エヴァン・ダナム vs. レオナルド・サントス → サントスの負傷により中止